# Abdelhadi Saïd
Abdelhadi Saïd (عبد الهادي السعيد), né dans les environs de Marrakech en 1974, est un poète marocain , également traducteur (notamment d'Abdellatif Laâbi).

## Biographie
Abdelhadi Saïd, né dans les environs de Marrakech en 1974, a suivi une formation d'ingénieur.
À 22 ans, il a publié son premier recueil de poésie, Taphassil Assara, qui lui a permis d'obtenir un prix décerné par l'Union des écrivains du Maroc. Il a également écrit des pièces de théâtre.

## Œuvres
Liste a priori non exhaustive
- Taphassil Assarab, UEM, 1996
- Infarctus ou les mots décroisés, L'Harmattan, 2002
- La Wa Akhawatoha, Saad Warzazi Éditions, 2003
- Routine Addahcha, Saad Warzazi Éditions, 2004
- Barbus jusqu'aux dents, Le Manuscrit, 2005